# Amerikai bükk

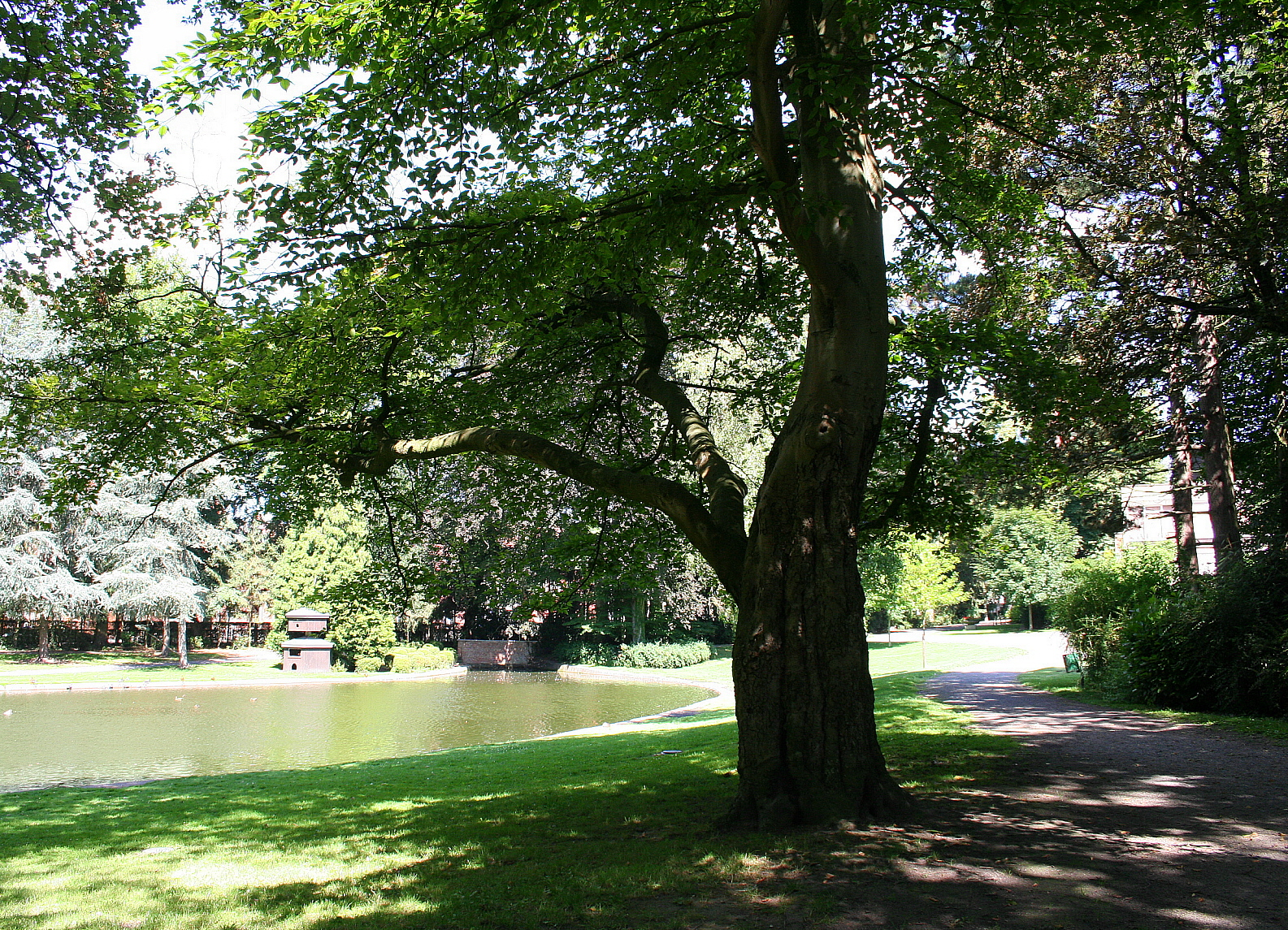
Amerikai bükk

Az amerikai bükk (Fagus grandifolia) a bükkfafélék (Fagaceae) családjába tartozó lombhullató fafaj.

## Származása
Észak-Amerika keleti részeinek sűrű erdei.

## Leírása
Terebélyes, 25 m magas fa. Kérge szürke, sima. levele tojásdadok, elliptikusak, 12 cm hosszúak, 6 cm szélesek, kihegyesedők, fogazottak. Felszínük fényes sötétzöld, fonákjuk világosabb. Ősszel sárgára színeződnek. Az alul ezüstösen molyhos, később csaknem teljesen kopasz oldalerek száma 11-15. Virágai tavasz közepén nyílnak, aprók, a porzósak sárgák, a termősek zöldek. A termés szúrós burka 1-3 ehető magvú makkot zár közre.

## Képek

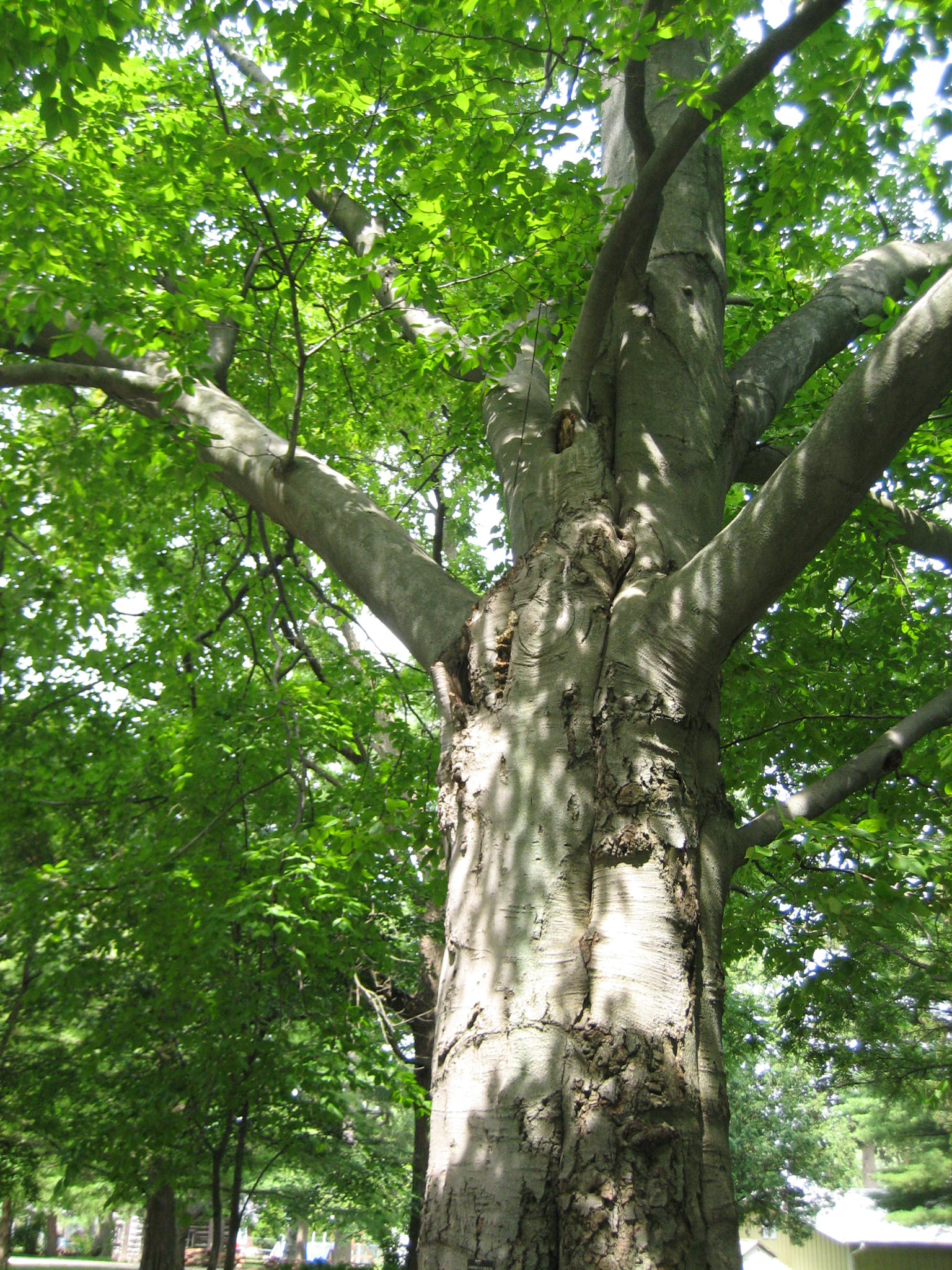
Kérge
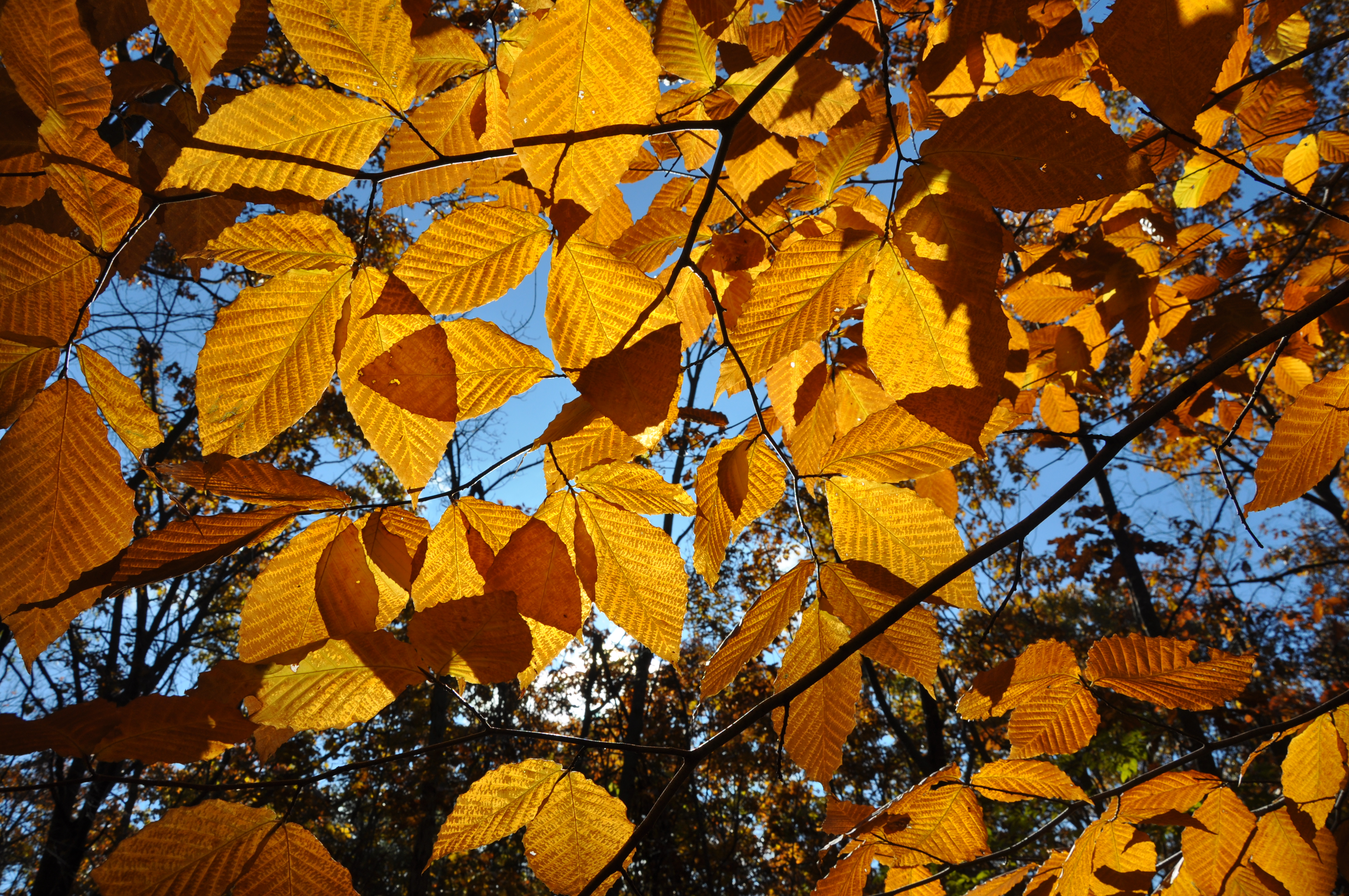
őszi lombszín
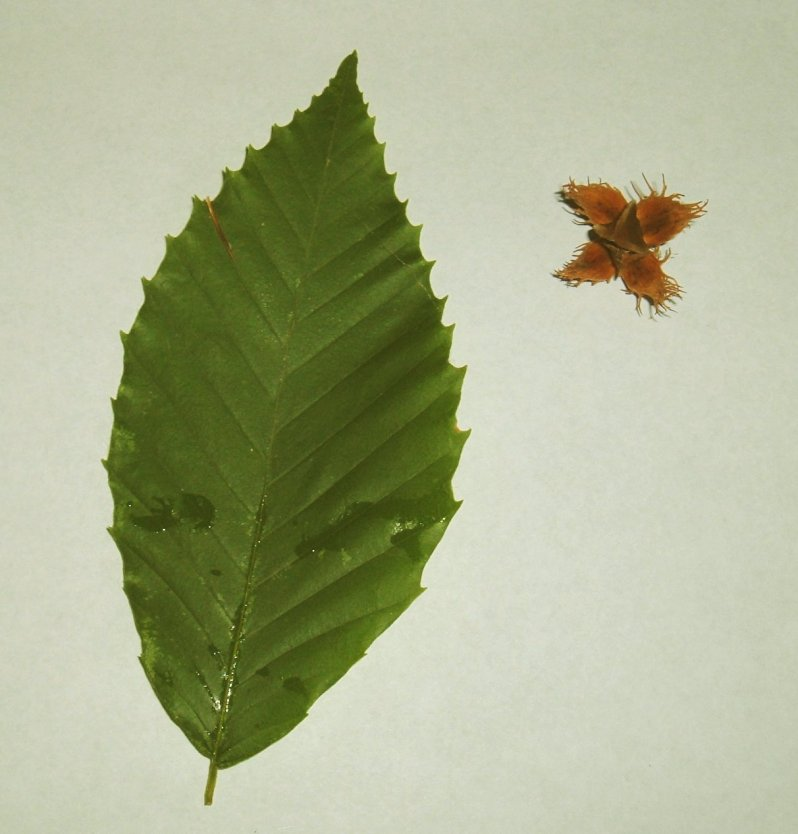
Levél és termés